# 合作在线书目系统和服务
合作在线书目系统和服务（英語：Co-operative Online Bibliographic System & Services，COBISS）是通过共享目录的方式使各个参与图书馆加入国家级图书馆信息系统的组织模式。旗下包括COBIB联合书目/目录数据库和参与图书馆的本地书目数据库，图书馆的COLIB数据库，CONOR权威控制数据库，以及许多其他功能。
COBISS具有数字图书馆的许多特性。目前在斯洛文尼亚（COBISS.SI）、阿尔巴尼亚（COBISS.AL）、波黑（COBISS.BH和COBISS.RS）、保加利亚（COBISS.BG）、北马其顿（COBISS.MK）、塞尔维亚（COBISS.SR）和黑山（COBISS.CG）等7个国家使用。这些信息系统各自管理，而整个平台是共享的。有超过750个图书馆加入了COBISS.Net，并使用COBISS软件来实现运营自动化。COBISS.Net是连接不同国家COBISS合作书目系统的网络名称。
COBISS由位于斯洛文尼亚的马里博尔信息科学研究所（IZUM）开发。